# Mariano Arciero
Mariano Arciero (26. února 1707, Contursi Terme – 16. února 1788, Neapol) byl italský římskokatolický kněz. Katolická církev jej uctívá jako blahoslaveného.

## Život
Narodil se dne 26. února 1707 v Contursi Terme v provincii Salerno rodičům Mattiovi Arciero a Autilii Marmora. V mládí odešel na studia do Neapole. Dne 22. prosince 1731 byl vysvěcen na kněze.
Byl známý pro svou horlivost při kázáních, ale také pro svoji znalost Písma svatého. Neapolský kanovník Mons. Gennaro Fortunato si jej po svém jmenování biskupem diecéze Cassano all'Jonio v Kalábrii nehal poslat do své diecéze, aby zde vykonával kněžskou službu. Kromě pastorace se zde věnoval obnovám kostelů a po smrti biskupa Gennara Fortunata roku 1751 se vrátil do Neapole.
Mnoho času věnoval náboženské výuce dětí i dospělých včetně chudiny a pro svoji činnost bývá někdy označován jako „apoštol Kalábrie“. Měl velkou úctu k Nejsvětější Svátosti a Panně Marii. V Neapoli také vyučoval seminaristy, mezi nimi např. i sv. Vincenta Romana.
Zemřel dne 16. února 1788 v Neapoli poté, co trpěl špatným zdravým. Dne 15. října 1950 byly jeho ostatky uloženy do kostela v jeho rodném městě. Dne 28. ledna 2012 proběhla jejich exhumace a ohledání.

## Úcta
Jeho beatifikační proces započal dne 24. dubna 1830, čímž obdržel titul služebník Boží. Dne 14. srpna 1854 jej papež bl. Pius IX. podepsáním dekretu o jeho hrdinských ctnostech prohlásil za ctihodného. Dne 27. června 2011 byl uznán zázrak na jeho přímluvu, potřebný pro jeho blahořečení.
Blahořečen pak byl dne 24. června 2012 v Contursi Terme. Obřadu předsedal jménem papeže Benedikta XVI. kardinál Angelo Amato.
Jeho památka je připomínána 16. února. Bývá zobrazován v kněžském oděvu.